# Styphnolobium japonicum
La sofora del Giappone o acacia del Giappone (Styphnolobium japonicum (L.) Schott) è un albero della famiglia delle Fabacee (o Leguminose), originario in Cina, che è stato introdotto in Europa nel XVIII secolo. È stato utilizzato come pianta ornamentale per il pregevole fogliame, per la bellezza della fioritura e per l'eleganza del portamento.

## Descrizione

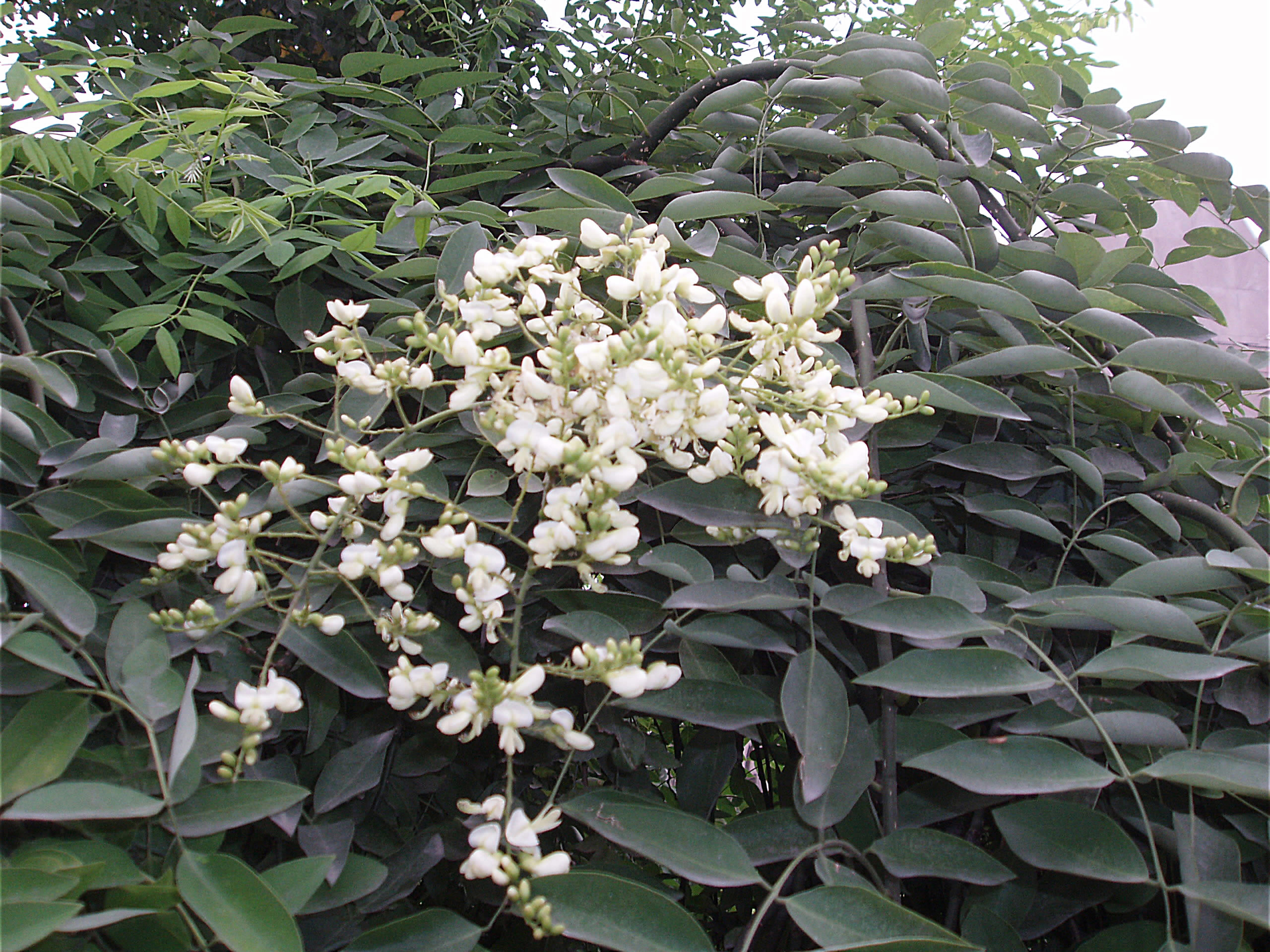
Fiori e fogliame

- Fioritura: la fioritura avviene nei mesi estivi. I fiori di colore bianco crema o bianco violetto, a seconda della varietà, misurano 1–2 cm di lunghezza; sono riuniti in gruppi e sono leggermente profumati.
- Foglie: le foglie sono decidue, composte da 7 o 13 foglioline con lamina lanceolata ed apice appuntito. Nella pagina superiore sono di colore verde scuro brillante, in quella inferiore sono poco più opache; in autunno, invece, assumono il caratteristico color oro su entrambi i lati.
- Rami: i rami sono verdi e sottili, elastici, resistenti e molto ramificati.
- Corteccia: la corteccia è rugosa e screpolata, di colore marrone chiaro; il legno è molto duro e resistente.
- Frutti: i frutti a legume (lomento) contengono da 3 a 7 semi interspaziati da strozzature.

La pianta può raggiungere i 10–15 m di altezza ed è adatta ad ogni tipo di terreno, teme il gelo e i ristagni d'acqua, perciò richiede posizioni ben soleggiate.
Fiorendo in estate, quando non ci sono molte piante su cui bottinare, è pianta molto importante per le api, che ne raccolgono abbondante nettare.

## Usi terapeutici
I suoi fiori contengono un principio attivo chiamato rutina (da cui si ricava la troxerutina), usato nella terapia della fragilità capillare.